# Pöllauer Tal
Das Pöllauer Tal ist ein Tal des Jogllands in der Steiermark. Es ist seit 1983 ein Naturpark (Naturpark Pöllauer Tal) sowie eine der Kleinregionen der Steiermark.

## Lage und Landschaft
Das Pöllauer Tal liegt im Osten der Steiermark, unweit der burgenländischen Grenze, am Fuß der Randgebirge östlich der Mur zum Alpenvorland im Südosten. Es ist ein von Nordnordwest nach Südsüdost verlaufendes randalpines Becken, das ins Oststeirische Riedelland ausläuft. Es wird von der Pöllauer Safen durchflossen, die bei Sebersdorf in die Safen mündet. Es gehört zur Region Oststeiermark.
Die Umgrenzung bilden im Westen der Rabenwaldkogel, im Norden das Birkfelder Gschaid und das Zeiseleck (1078 m) sowie im Osten der Masenberg. Das Tal ist etwa 13 Kilometer lang und ist seit 1983 ein Naturpark.
Zentraler und größter Ort ist Pöllau.
Der Naturpark Pöllauer Tal umfasst zwei Gemeinden:
- Marktgemeinde Pöllau
- Pöllauberg

Im Gebiet leben auf einer Fläche von 124 km² etwa 8.500 Einwohner. Die Höhenlage beträgt zwischen 345 und 1280 m ü. A.

## Regionalpolitik
Die Region ist AGENDA-21-Kleinregion, im Rahmen des UNO-Nachhaltigkeitsprogramms Lokale AGENDA 21. Sie ist Teil der LEADER-Region (LAG) Oststeirisches Kernland.
Seit 7. Dezember 2010 ist das Pöllauer Tal als Gemeindeverband konstituiert (Erneuerung als Tourismusverband 2015). Es ist Kleinregion im Sinne des Regionext-Programms zur Gemeindestrukturreform der Steiermark 2010–2015.
Nachbarregionen
AGENDA-21- und Regionext-Kleinregionen
∗ zwei Gemeinden der KR Anger sind auch Mitglied der AG21 Almenland, diese selbst auch (etwas anders) KR NP Almenland. Die Region erstreckt sich noch in die Bez. Graz-Umgebung und Bruck-Mürzzuschlag.

## Tourismus und Sehenswürdigkeiten
Eine Naturparkakademie hält zahlreiche Veranstaltungen zur Weiterbildung ab.
Im Naturpark gibt es besondere Plätze, die als Naturpark-Juwele bezeichnet werden. Dies sind Naturschönheiten, Naturdenkmäler oder Kraftorte, die sich vielfach durch das jahrhundertelange Zusammenwirken von Natur und Mensch entwickelt haben, beispielsweise Schluchten, Höhlen, Teiche, Moore, Wasserfälle und Ursprungsquellen. Diese Schauplätze sind gut erreichbar und frei zugänglich.

### Natürliche Sehenswürdigkeiten
In der Hirschbirnbaumallee im Pöllauer Tal sind noch große Bestände der Pöllauer Hirschbirne erhalten. Diese Birne ist eine alte steirische Sorte, deren Name auf das Wort „Herbst“ (Hiascht) zurückzuführen ist, da sie erst ab Mitte Oktober geerntet werden kann. 
Die Themengärten Pöllauberg sind fester Bestandteil der Landschaft des Naturparks. In Summe gibt es 10 verschiedene und frei zugängliche Themengärten, wie Schnapsgarten, Kräutergarten, Rosengarten, Fasangarten usw.
Der Kroisbach in der ehemaligen Gemeinde Schönegg hat sich oberhalb von Schönaudorf in die Landschaft eingeschnitten, sodass die Schönauklamm entstanden ist.

### Errichtete Sehenswürdigkeiten
Neben den natürlichen Sehenswürdigkeiten gibt es auch von Menschen errichtete Bauwerke, die das kulturelle Leben in der Region mitbestimmen. 
Zu diesen Sehenswürdigkeiten zählen NaturKRAFTpark, Bienen- und Hummelschaupfad, Vogelthemenweg, Interaktiver Waldlehrpfad Masenberg, Hirschbirnwanderwege, Alpenkräutergarten Käfer, Kräutergarten Cividino, Marienwallfahrtskirche Pöllauberg, der „Steirische Petersdom“, Schloss und ehemaliges Augustiner Chorherrenstift in Pöllau, Panoramaweg Rabenwald, Volkskundliches Museum in Sonnhofen, Museum Echophysics mit Ausstellung „Strahlung – der ausgesetzte Mensch“ in Pöllau.
Erschlossen ist das Tal mit Wanderwegen in einer Länge von 180 km.

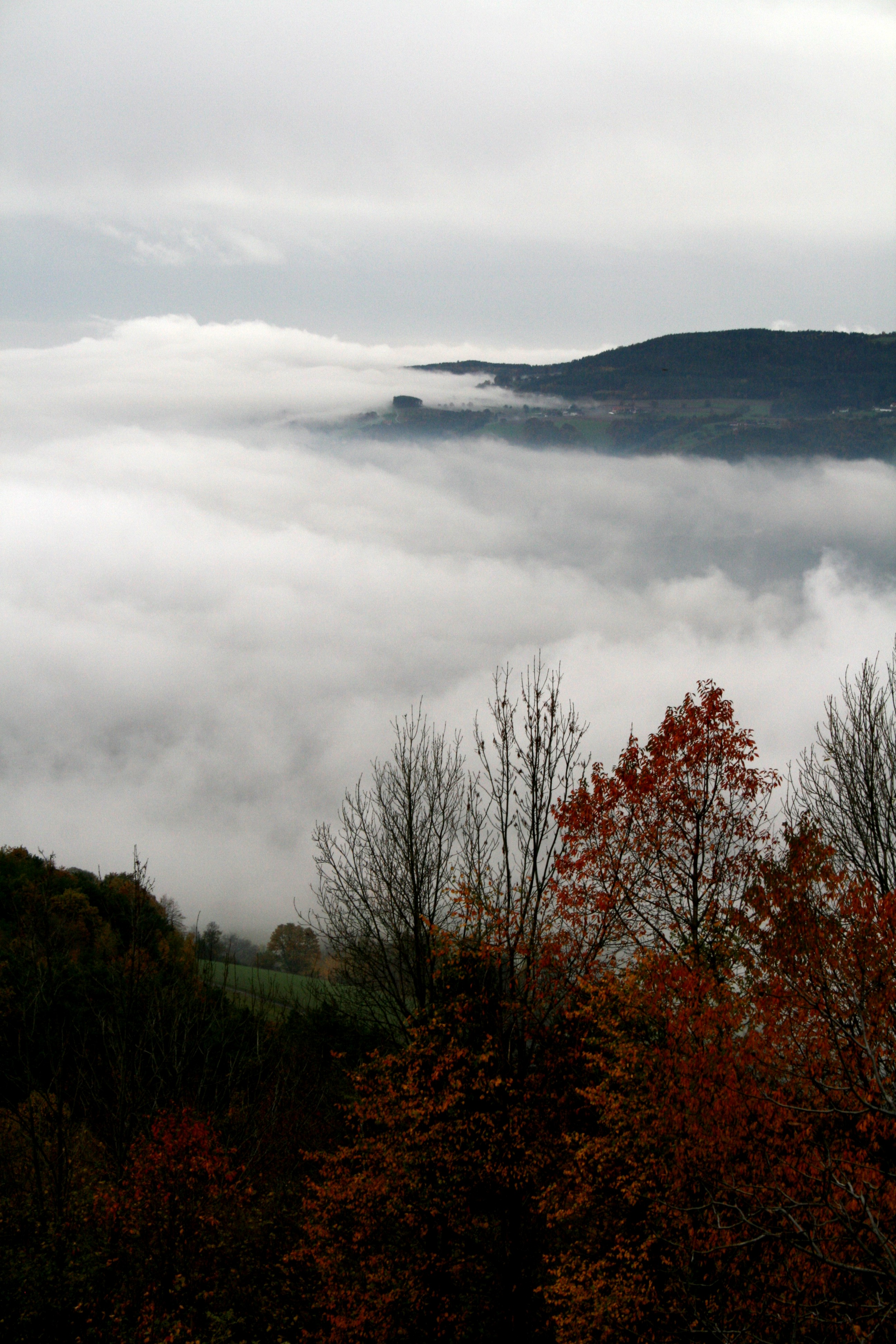
Pöllauer Tal im Nebel
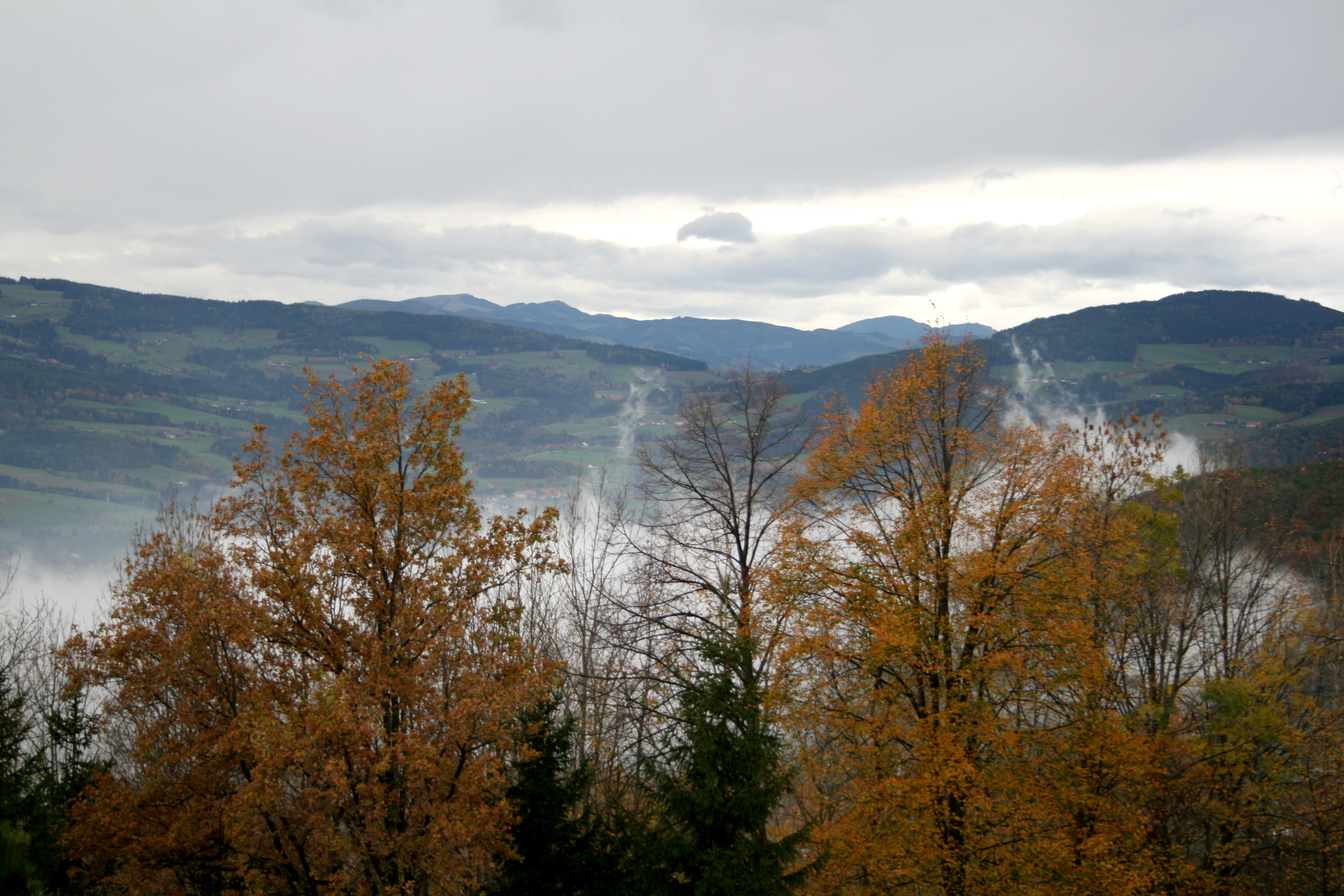
Blick von der Wallfahrtskirche Maria Pöllauberg ins Pöllauer Tal
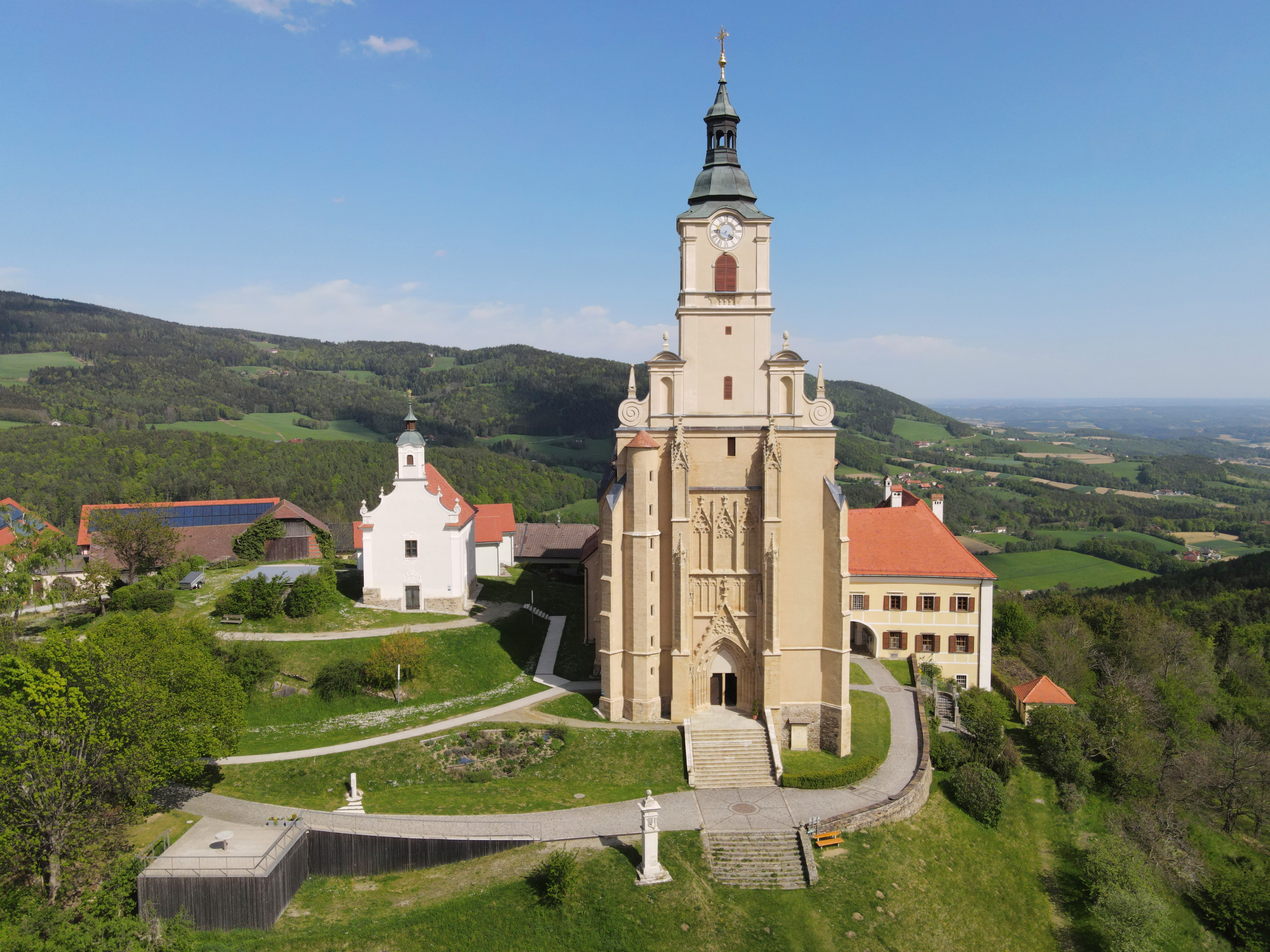
Wallfahrtskirche Maria Pöllauberg
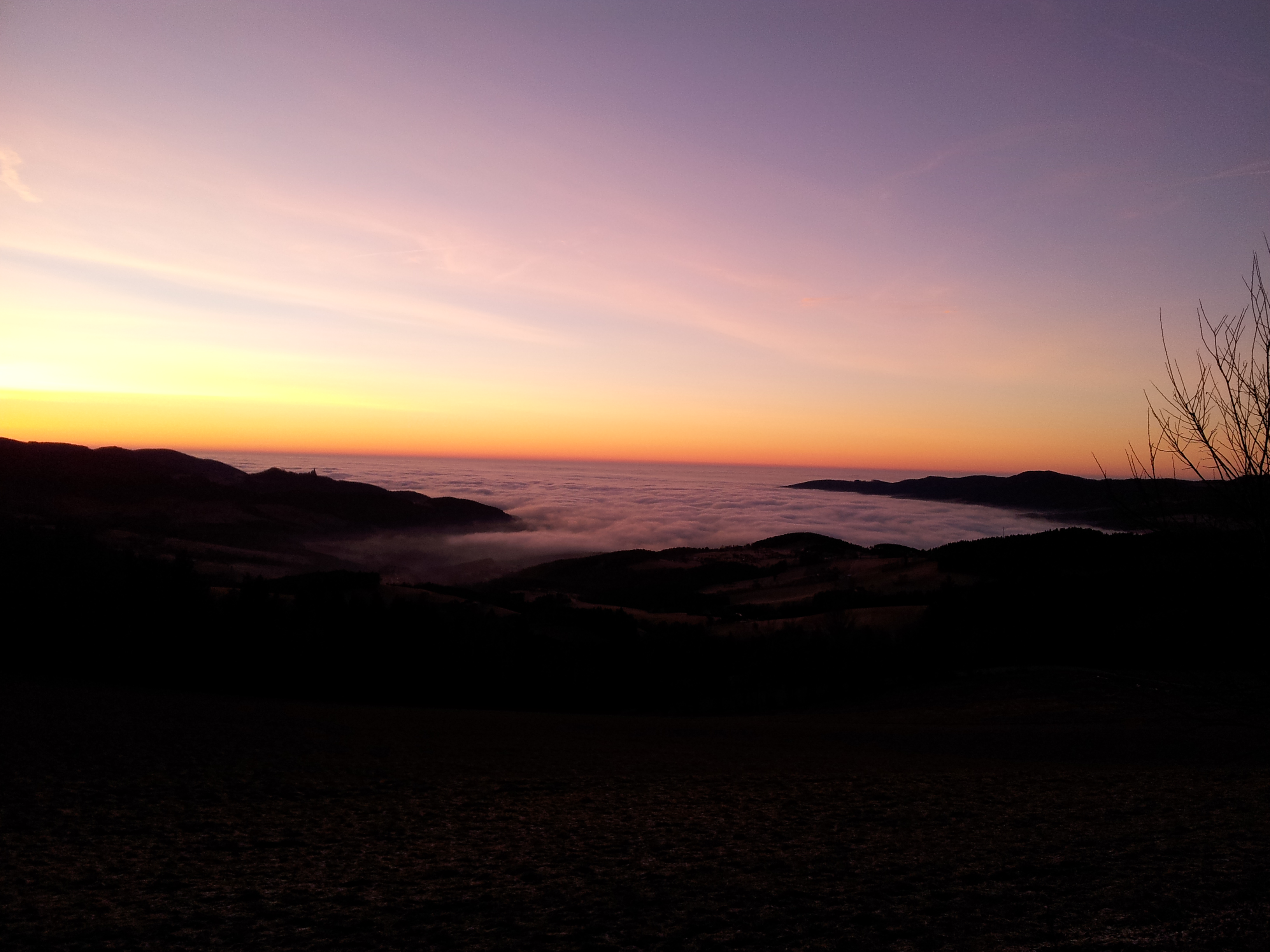
Blick über das Pöllauer Tal von Schloffereck
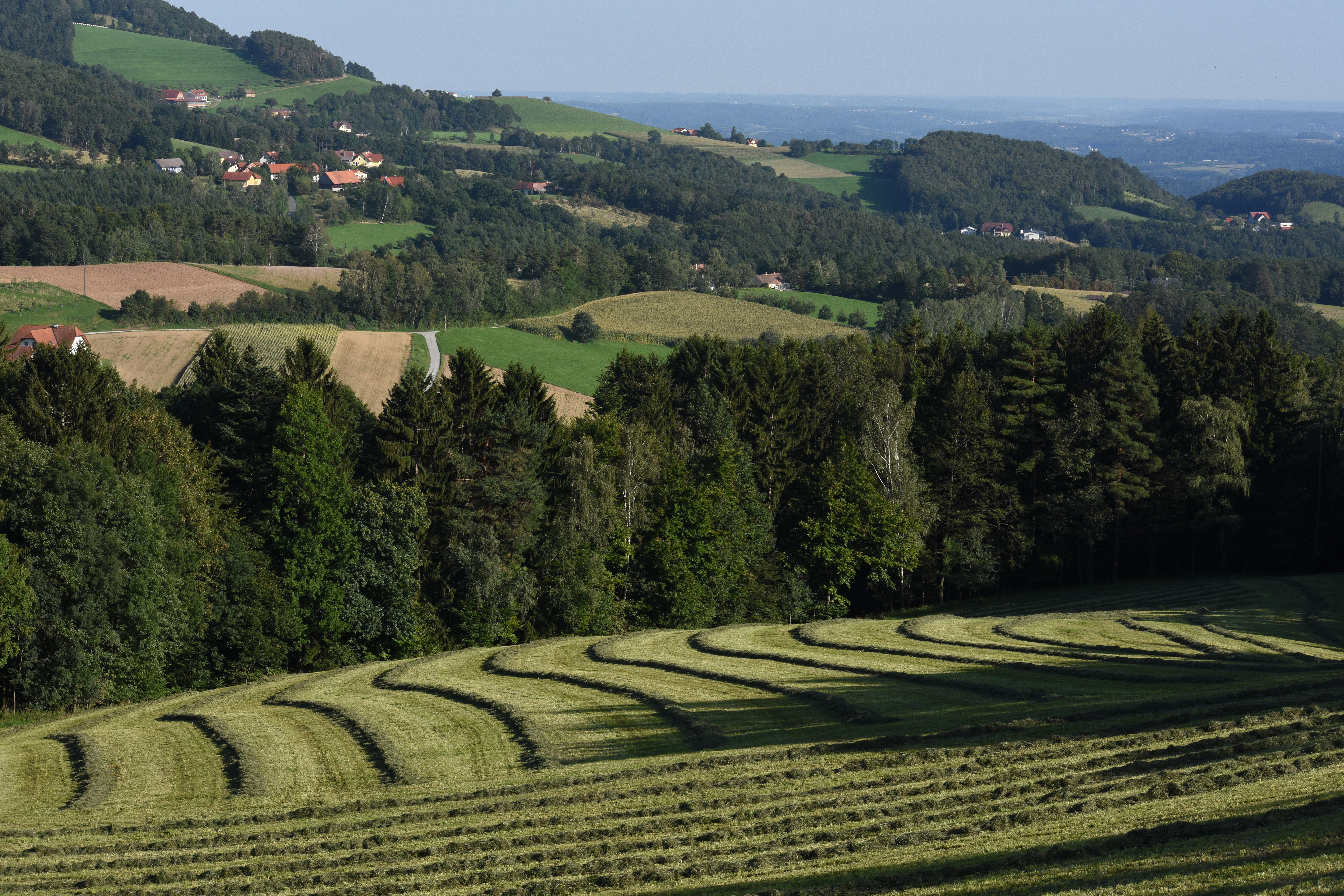
Blick von Pöllauberg nach Neuberg
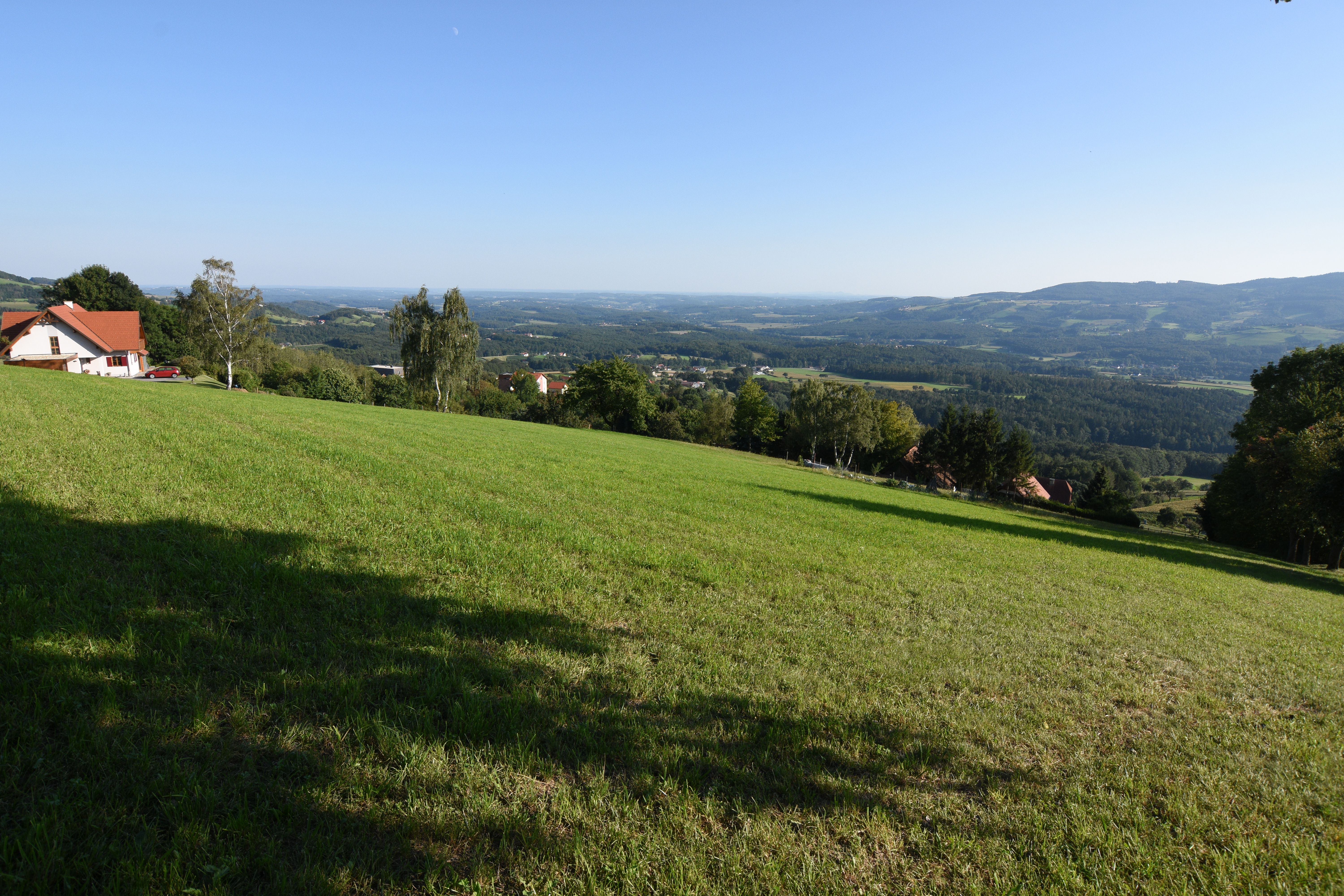
Blick ins Pöllauer Tal
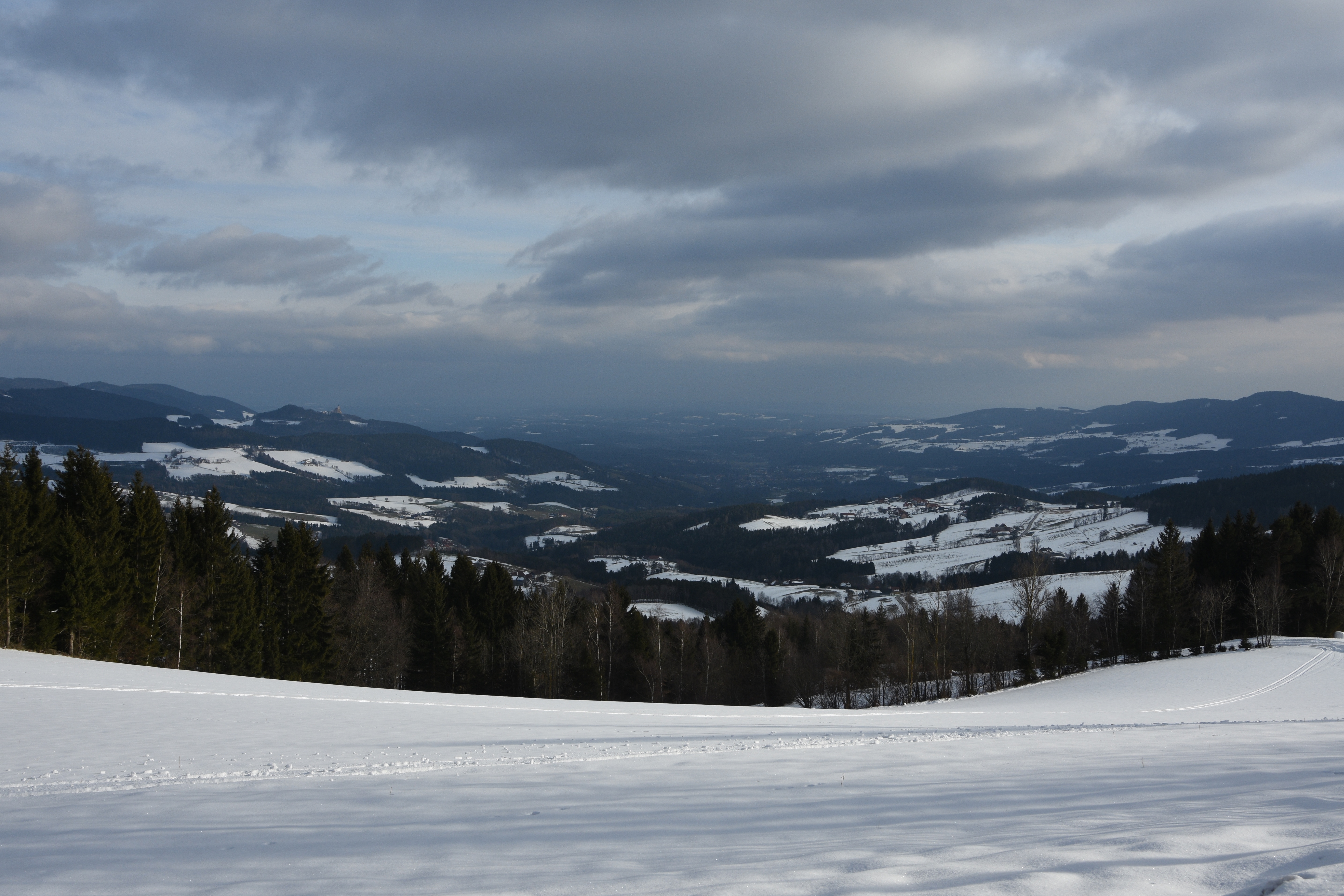
Pöllauer Tal vom Norden
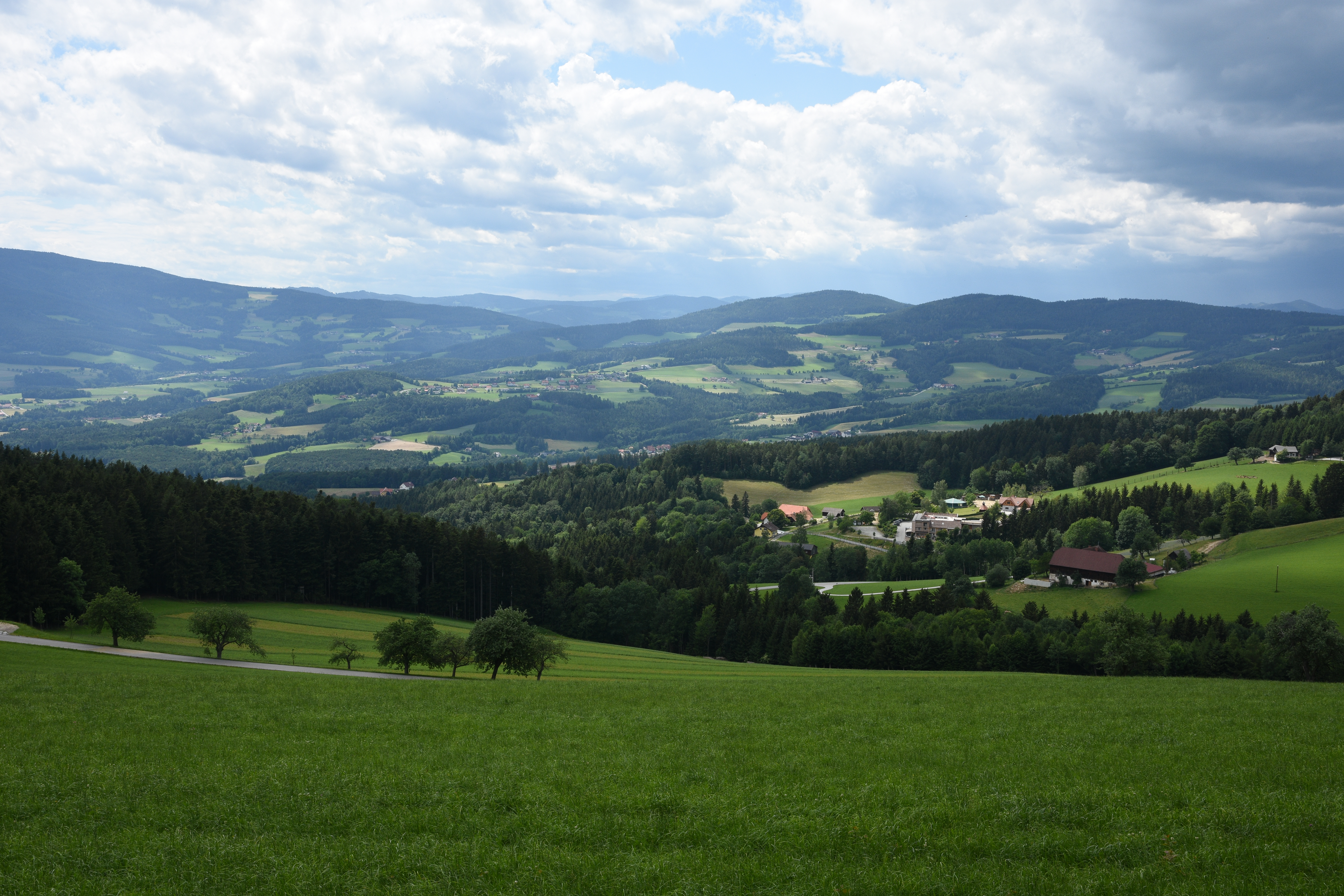
Obere Zeil